# 尾萼开口箭
尾萼开口箭（学名：Tupistra urotepala）是天门冬科开口箭属的植物，是中国的特有植物。分布在中国大陆的四川等地，生长于海拔1,800米至3,000米的地区，多生于林下，目前尚未由人工引种栽培。